# Bystrzonowski Hrabia

Herb

Bystrzonowski Hrabia − polski herb szlachecki, hrabiowska odmiana herbu Starykoń.

## Opis herbu
Opis z wykorzystaniem klasycznych zasad blazonowania:
W polu czerwonym, na murawie zielonej, koń srebrny kroczący, o popręgu czarnym. Nad tarczą korona hrabiowska, a nad nią hełm w koronie, z którego klejnot: topór srebrny o stylisku brązowym, jakby wbity w koronę. Labry czerwone podbite srebrem.

## Najwcześniejsze wzmianki
Nadany z galicyjskim tytułem hrabiowskim 19 lutego 1801 Kajetanowi Edlerowi von Bystrzonowskiemu z predykatem hoch- und wohlgeboren (wysoko urodzony i wielmożny). Podstawą nadania tytułu był sprawowany przez obdarowanego urząd kasztelana małogojskiego oraz patent szlachecki z 1798.

## Herbowni
Jedna rodzina herbownych:
graf von Bystrzonowski.
Do tytułu tego rości sobie prawo kilka rodów Bystrzonowskich i Bystrzanowskich, niemających jednak nic wspólnego z Kajetenem i jego potomkami.